# Özil
 (mars 2024).
Ozil (mongol : Eǰil; chinois: 也只里), (v.1270 - 1307) était un descendant du frère cadet de Gengis Khan, Kachiun, et était membre de la famille royale de l'empire mongol. Dans les sources historiques chinoises telles que le « Yuanshi », il est écrit comme roi de Jinan, yězhǐlǐ, et dans les sources historiques persanes, il est écrit comme یجل نویان (Ījal-Nūyān).

## Biographie
Özil est né en tant que fils de Chakra, le petit-fils du frère cadet de Gengis Khan, Kachiun. L'année de naissance d'Egil est inconnue, mais il suivit le Chakra de son père et rejoignit le corps expéditionnaire à l'époque où Mongke Ka'an monta sur le trône et commença la conquête de la dynastie des Song du Sud. Le corps expéditionnaire dirigé par Kublai a d'abord attaqué et capturé le Yunnan ( État de Dali ), et non la dynastie des Song du Sud . Après la capture du Yunnan, l'armée principale, dont Kublai, se retira, mais une armée dirigée par Uryan Kadai resta, et le père et le fils de Chakra et d'Ozil les rejoignirent. Lorsqu'il fut décidé que Mongke Ka'an, qui avait temporairement remplacé Kublai, dirigerait personnellement son armée dans une campagne, l'armée d'Uriyankadai traversa le Vietnam et attaqua la dynastie des Song du Sud par le .
En 1287, les trois familles royales de l'Est déclenchèrent une rébellion centrée autour de Nayan, et Shinnakar, le chef de la famille Kachiun, prit également part à cette rébellion. Cependant, Egil est allé à l'encontre de la volonté de la famille principale et n'a pas rejoint l'armée rebelle, et pour cette raison, il a été attaqué par Korkosun, l'un des rois rebelles, l'année suivante. Lorsqu'il appela précipitamment à l'aide, une force contre-insurrectionnelle dirigée par Temur, le petit-fils de Kublai, arriva et vainquit les rebelles sur la rivière Urukui  À cette époque, il épousa sa sœur cadette, Tarun, avec Totogak, le commandant de l'armée Kipchak qui avait rejoint l'armée Temur 
Kublai a vaincu l'armée principale dirigée par Nayan, a capturé Nayan et l'a exécuté. Afin de résoudre rapidement la rébellion, Kublai n'a pas complètement dissous les trois familles royales de l'Est, mais a plutôt décidé de remplacer les chefs de chaque famille royale et de permettre eux de continuer. . En conséquence, Babusha est devenu le nouveau chef de la famille Kasal à la place de Sikudul, Tokutoa a remplacé Nayan dans la famille Occhigin et Egil est devenu le nouveau chef de la famille Kachiun après avoir été scellé par le roi Jinan . De plus, en 1290, il fut autorisé à réinstaller Wang .
Lorsque Kublai mourut et qu'Oljeitu Ka'an (Temur Seimune ) monta sur le trône, Kaidu envahit activement la Mongolie, voyant le chaos qui suivit la mort de Kublai comme une opportunité, et Ozil et d'autres rois de l'Est rejoignirent également la guerre contre Kaidu. En 1295, Egil n'avait pas assez de chevaux pour protéger Urs avec 5 000 soldats, il demanda donc du ravitaillement en chevaux, mais n'y fut pas autorisé. En 1296, Egil fut envoyé au camp d'été du roi Jin Kamala sur la rivière Kerlen avec Babsha de la famille Kasar, et ils commencèrent à participer à la bataille à grande échelle contre Kaidu.
Dans la guerre entre les Omoto Urs et les Kaidu Urs qui a duré près de 10 ans, Egil semble également avoir combattu sous les ordres de Kaishan (plus tard Kuruk Ka'an/Musong), le commandant en chef du camp Omoto. En 1301, Kaidu mourut des suites de blessures subies lors d'une bataille contre le Grand Yuan Urs, et l'année suivante, la garnison du Karakoram interdit la production de saké, mais seuls les rois tels qu'Ananda, Toktoa, Babusha et Ezil l'autorisèrent. a également été publié.
Après la mort d'Oljeitu Ka'an, sa veuve, Bulgan Hatun, ne voulait pas que son neveu Kaishan et d'autres montent sur le trône et a essayé de soutenir Ananda, le roi d'Anzai, en coopération avec Merik Temur et Ezil de la famille Alikbuke. Cependant, un vassal mécontent du pouvoir exclusif de Bulgan Khatun a secrètement envoyé des nouvelles, et le frère cadet de Kaishan, Ayurbalwada (plus tard Buyant Ka'an/Ninsong) a organisé un coup d'État avec Tore Oglu et d'autres, et a capturé des personnalités clés de la faction Bulgan. À cette époque, Özil a également été exécuté avec Ananda et  Temur.

## Chefs successifs de la famille Kachiun
1. Qači'un, Qāchīūnقاچیون
2. Alcidai, roi de Jinan
3. Chakra Khan
4. Khan Qulaqur (Kulaqur)
5. Qada'an, Qadān le Grand
6. Jinan Shinnaqar Khan (Šingnaqar, Roi Jinan Shengnaqar)
7. Jinan, roi Egil

## source
1. ↑  杉山2004,103-104頁
2. ↑  『元史』巻128,「[至元]二十五年、諸王也只里為叛王火魯哈孫所攻、遣使告急。復従皇孫移師援之、敗諸兀魯灰。還至哈剌温山、夜渡貴烈河、敗叛王哈丹、尽得遼左諸部、置東路万戸府。世祖多其功、以也只里女弟塔倫妻之」
3. ↑  『国朝文類』巻26句容郡王世績碑,「二十五年、也只里王為叛王火魯哈孫所攻甚急。五月、王従成宗移師援之、敗諸兀魯灰。還至哈剌温山、夜渡貴列河、敗叛王哈丹之軍、尽得遼左諸部、置東路万戸府以鎮之。也只里有女弟塔倫、遂以妻王」
4. ↑  杉山2004,207-208頁
5. ↑  『元史』巻16,「[至元二十七年五月]庚午、復置諸王也只里王傅、秩正四品」
6. ↑  『元史』巻18,「[元貞元年夏四月]丙戌、諸王也只里以兵五千人戍兀魯思界、遣使来求馬、帝不允」
7. ↑  『元史』巻19,「[元貞二年三月]甲戌、遣諸王也只里・八不沙・亦憐真・也里堅・甕吉剌帯並駐夏於晋王怯魯剌之地」
8. ↑  『元史』巻20,「[大徳六年十一月]庚戌、禁和林軍醸酒、惟安西王阿難答・諸王忽剌出・脱脱・八不沙・也只里・駙馬蛮子台・弘吉列帯・燕里干許醸」
9. ↑  『元史』巻22,「[大徳]十一年春、聞成宗崩、三月、自按台山至於和林。諸王勲戚畢会、皆曰今阿難答・明里鉄木児等熒惑中宮、潜有異議；諸王也只里昔嘗与叛王通、今亦預謀。既辞服伏誅、乃因闔辞勧進」